# Parsatatar
Parshatatar (1460 a.C. circa – 1440 a.C. secondo la cronologia media) è stato sovrano del regno di Mitanni .
Pur non essendo citato dalle fonti egizie è possibile ipotizzare che si sia trattato del sovrano di Naharina contro il quale combatté l'egizio Thutmose III nel XV secolo a.C.
Un'iscrizione, sempre rinvenuta a Nuzi, cita un sovrano di nome Parsha(ta)tar
Durante il regno di Thutmose III, truppe egiziane attraversarono l'Eufrate ed entrarono nel cuore del territorio di Mitanni. A Megiddo, combatterono contro un'alleanza di 330 principi siriani e capi tribali, sotto il comando del governatore di Kadesh.

Anche il Mitanni inviò truppe per resistere all'espansionismo egizio. Se ciò sia avvenuto in base a trattati preesistenti, o solo come reazione a un pericolo comune, non è ancora chiaro. La vittoria aprì all'Egitto la strada verso il nord dell'area mediorientale.
Thutmose III condusse di nuovo una guerra in Siria nel trentatreesimo anno del suo regno. Le armate egiziane attraversarono l'Eufrate a Carchemish e raggiunsero una città chiamata Iryn (forse l'attuale Erin, 20 km a nordovest di Aleppo). Navigarono lungo l'Eufrate fino a Emar (Meskene) e poi tornarono in patria attraverso la Siria. Una caccia all'elefante sul lago Nija fu fatto tanto notevole da essere inclusa negli annali. Fu una campagna di guerra importante, ma che non condusse ad alcuna supremazia permanente. Solo l'area del fiume medio Oronte e la Fenicia furono portate sotto il diretto controllo egizio.
Ulteriori vittorie sul Mitanni sono registrate nelle campagne egizie in Nuhashshe (la parte centrale della Siria). Di nuovo, queste guerre non portarono acquisti territoriali permanenti. Parsatatar o suo figlio Shaushtatar controllavano l'interno della Siria settentrionale fino a Nuhashshe e i territori costieri da Kizzuwatna ad Alalakh nel regno di Muksih, alla foce dell'Oronte.

Idrimi di Alalakh, di ritorno dall'esilio in Egitto, poté ascendere al trono solo con il consenso di Parsatatar.